# Mitsubishi Colt
Mitsubishi Colt se vyrábí již od roku 1960 a patří mezi klíčové modely japonské automobilky Mitsubishi Motors. Je také nejprodávanější z aut od Mitsubishi. První generace tohoto automobilu byly větší, než ty dnešní, řadily se mezi kompaktní vozy, nyní ovšem patří mezi malé automobily. Od roku 2004 se vyráběl v Nizozemském Bornu v závodu NedCar v několika karosářských variacích, také třeba jako coupé-cabrio. V některých zemích se Colt prodával pod jménem Mirage. Mitsubishi spolupracuje s automobilkou Proton, tj. některé generace Coltu se na silnicích objevují i jako Proton Satria. Dlouhodobý partner Mitsubishi Chrysler také použil jméno Colt pro svoje auto, v roce 1970, kdy Mitsubishi Galant přebrali jako Dodge Colt a Plymouth Colt na trh ve Spojených státech. 
V roce 2012 byla produkce modelu ukončena, v roce 2023 byl však model opět představen.

## Colt 500/600
V dubnu 1960 ukázal Mitsubishi první poválečný automobil Colt 500, 3140 mm dlouhý, malý mobilní vůz s vzduchem chlazeným dvouválcovým motorem uloženým vzadu, s výkonem 16 kW (21 PS). Maximální rychlost byla 90 km/h. Byl podobný Goggomobilu a Fiatu 500.
Colt 600 se objevil na trhu roku 1962. Zvedl se zdvihový objem motoru na 594 cm³ a výkon se zvětšil na 18 kW (25 PS). Karosérie zřetelně zhranatěla a dostala modernější tvary.

## Colt 1000/1100/1200/1500

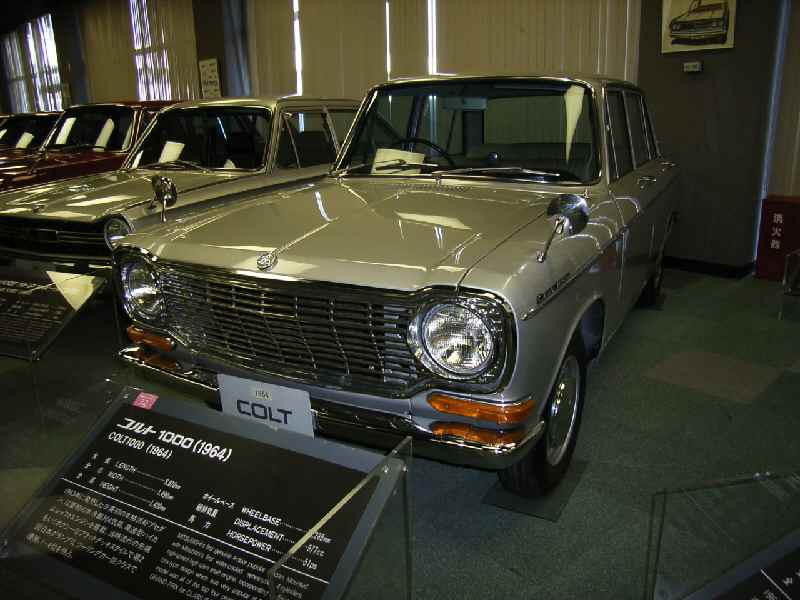
Colt 1000

Souběžně s Colty 800/1000F/1100F byl vyráběn od června 1963 větší Colt 1000 (s větším rozvorem náprav 2350, místo 2200 mm) s litrovým čtyřtaktním čtyřválcem, který byl později také i v Coltu 1000F. V nabídce byla čtyřdveřová limuzína stupňovité zádi a pětidveřový víceúčelový vůz. Roku 1965 byl uveden do prodeje Colt 1500 s výkonem 70 PS. V září 1966 nahradil Colt 1100 Colt 1000 a v květnu 1968 nahradil Colt 1200 Colt 1100 se 46 kW (62 PS). V srpnu 1968 se objevil Colt 1500 Super sport s výkonem 62,5 kW (85 PS), s možností sklopit zadní sedadla a tím rozšířit zavazadlový prostor a maximální rychlostí 155 km/h. Roku 1970 skončila výroba Coltů 1200/1500.

## Colt 800/1000F/1100F
Roku 1965 se objevil Mitsubishi Colt 800 s vodou chlazeným tříválcovým dvoutaktním motorem vpředu s výkonem 33 kW (45 PS). Zřetelně zvětšené auto bylo nyní čtyřdveřové a třídveřové auto se šikmou zádí. Později se vyráběl také jako čtyřdveřová limuzína se šikmou zádí.
Od podzimu 1966 sjel z linky i Colt 1000F, navíc s moudře zvoleným jednolitrovým čtyřtaktním čtyřválcem s výkonem 40 kW (55 PS). Roku 1968 se zastavila výroba Coltu 800, v květnu 1969 také Coltu 1000F. Do výroby se však dostal od roku 1968 Colt 1100F, od 1969 označení Colt 11F s 1,1 litrovým čtyřválcem, také jako Super sportovní verze s 54 kW (74 PS).

## Colt A150

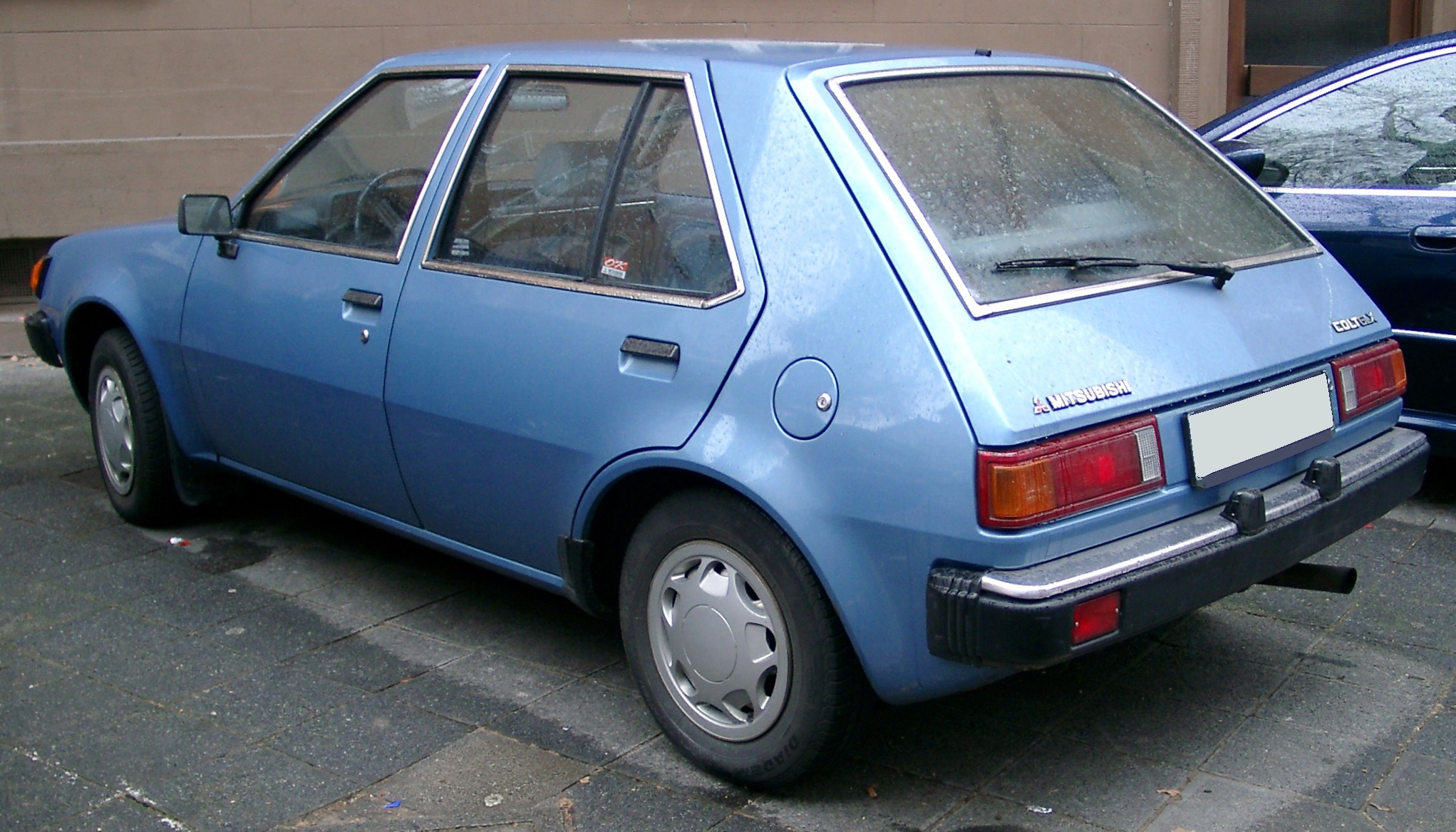
Colt A150

Toto byl první model Coltu, který se začal vyvážet mimo Japonsko. Přímo v Japonsku se prodával pod označením Mirage.
Po evropské premiéře na Ženevském  Autosalonu v únoru 1978 se nový Colt v prosinci téhož roku začal dovážet do zemí Evropy, které nebyly pod komunistickou nadvládou a rychle se stal dostupnou nákupní taškou. Technická zvláštnost Coltu byla jeho takzvaná 4x2 převodovka, čtyřstupňová převodovka s redukčním převodem, v ekonomickém stupňování je šetrná a delší a v režimu sport kratší, které poskytlo lepší zrychlení. Od května 1979 byl vedle třídveřové varianty i pětidveřová s větším rozvorem. V lednu 1980 následoval Colt GT se sportovní výbavou stojící okolo 235 000 v přepočtu na Kč, v květnu 1982 se objevil Colt Turbo s výkonem 77 kW (105 PS) a 1,4 L motorem (330 000 Kč). V červenci 1983 zažil Colt malý facelift, změnila se čelní strana a dostal novou přístrojovou desku.
Zákazníci kupovali Colt především kvůli jeho prostornosti, jeho ekonomické jízdě, jeho extrémně vysoké spolehlivosti a poměrně nízké ceně.

## Colt C10

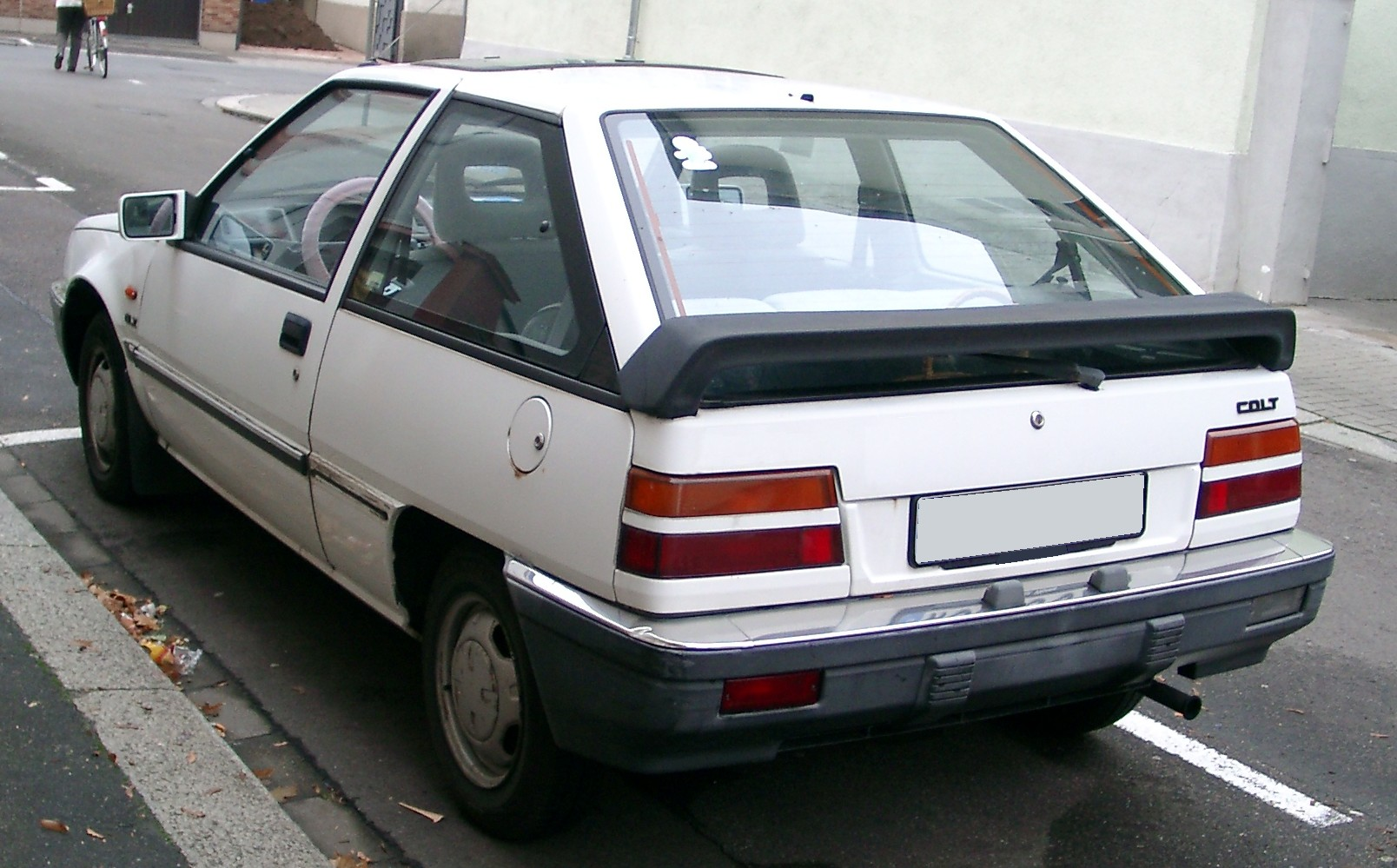
Colt 3dveřový

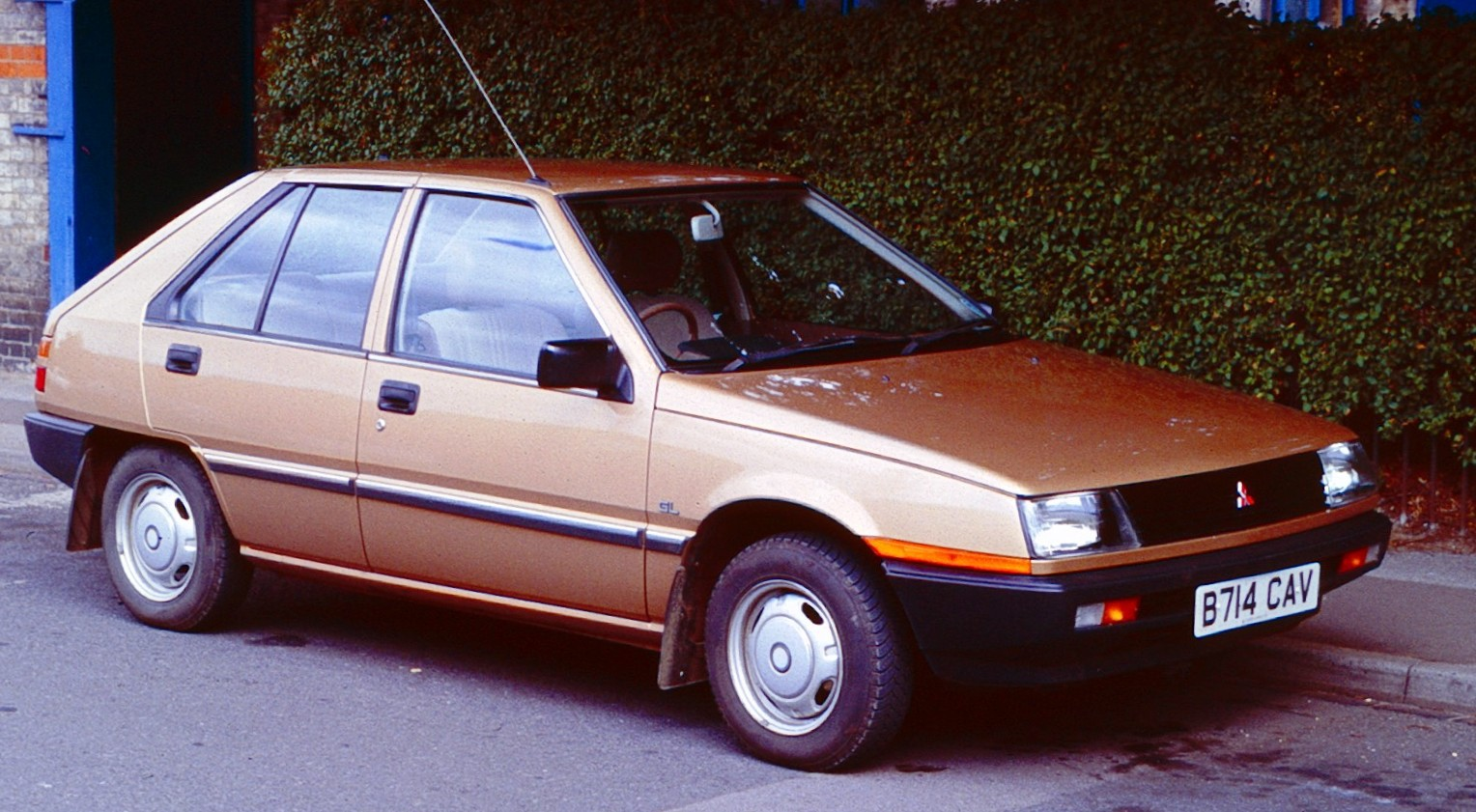
Colt 5dveřový

Roku 1984 vytvořilo Mitsubishi Motors druhé evropské pokolení Colt. Limuzína šikmé zádi byla dostupná ve třech motorových variantách, poprvé také s naftovým motorem. 1,5 L benzinový motor měl již možnost výběru mezi automatickou a manuální převodovkou.
Motory:

Benzinové:
- 1,2 l, 40 kW
- 1,5 l, 55 kW
- 1,6 l Turbo, 92 kW

Dieselové:
- 1,8 l, 43 kW

## Colt C50

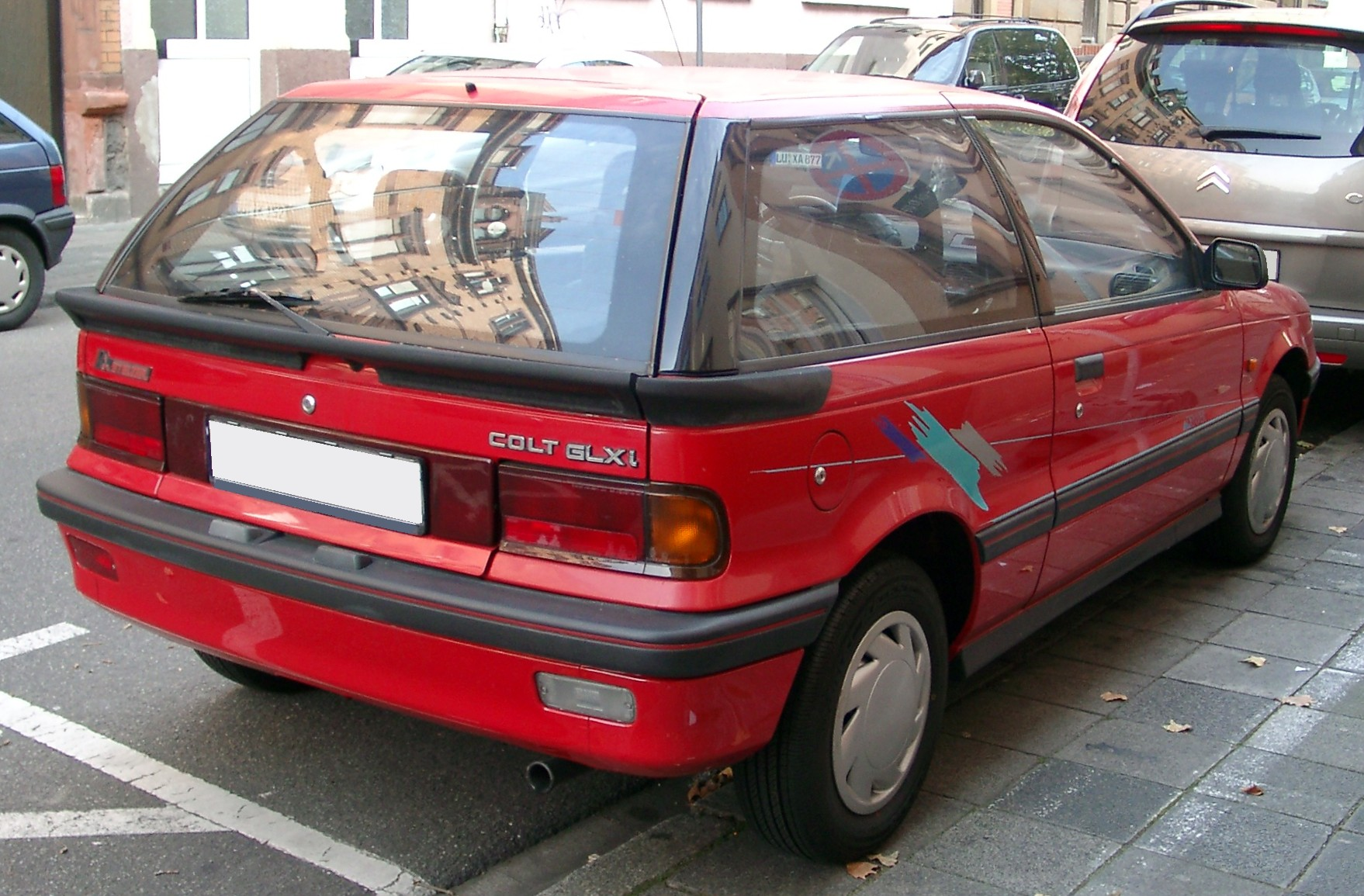
Colt C50

Tento Colt dostal v roce 1988 cenu Zlatý volant od odborné poroty týdenního časopisu Bild am Sonntag. Všechny modely vlastnily pětirychlostní převodovku, benzinové motory řízený Kat. Vrcholným modelem byl Colt 1800 GTI-16V s 100 kW (136 PS), ABS, přísnějším pružením a se servořízením.

## Colt CAO

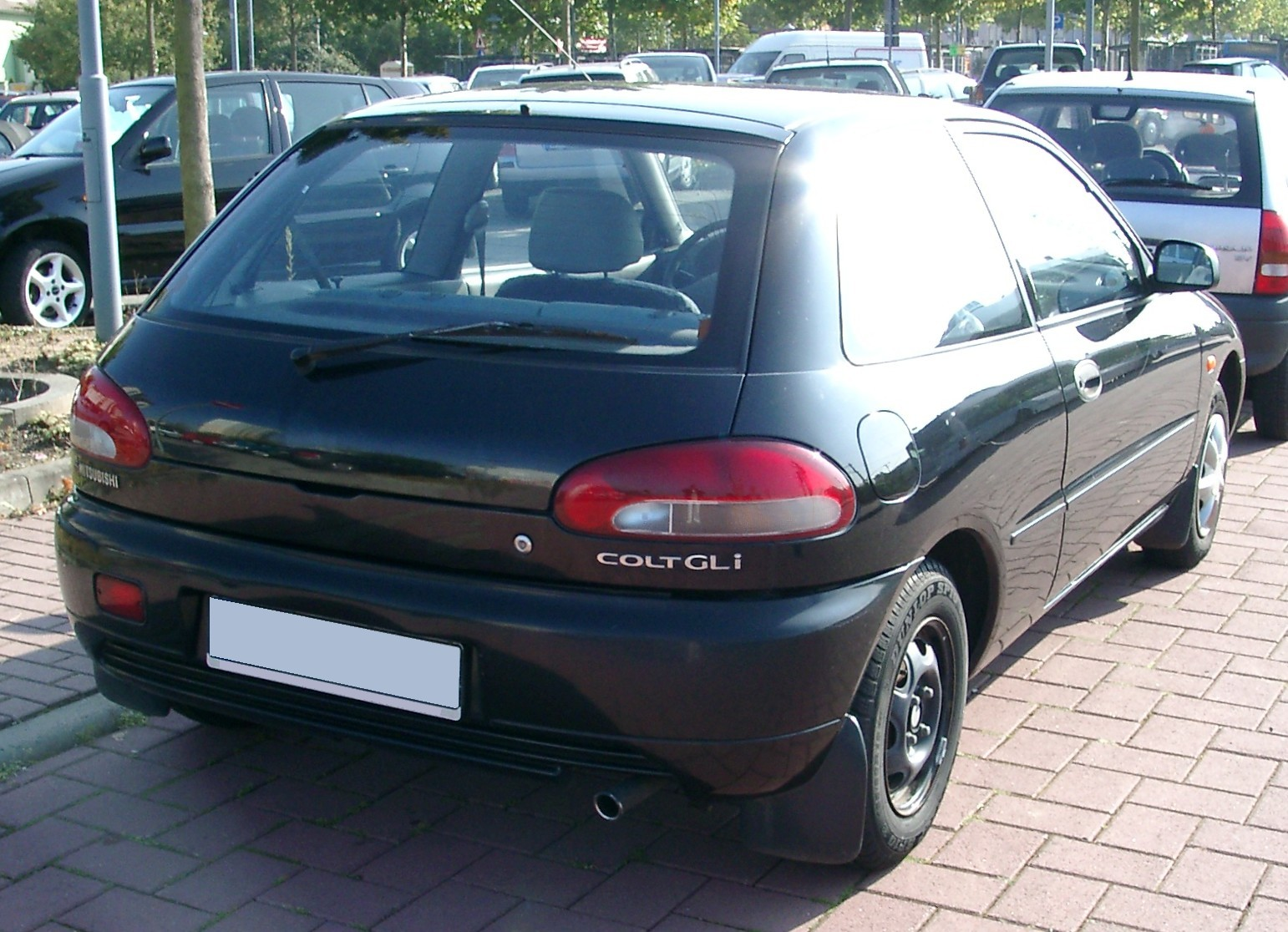
Colt CAO

V letech 1992–1996 se vyráběla 7. generace.
Motory:
- 1.3 12V 4G13, ELi\GLi, 55 kW/75 PS, 1992–1996
- 1.5 12V 4G15, ELi\GLi, 66 kW/90 PS, 1992–1993
- 1.6 16V 4G92 MVV, GLi\GLXi 66 kW/90 PS, 1994–1996
- 1.6 16V 4G92, GLXi, 83 kW(113 PS, 1992–1996
- 1.8 16V 4G93, GTi, 103 kW/140 PS, 1992–1996
- 1.6 16V 4G92 MIVEC, MIRAGE CYBORG R, 129kW/175PS, 1992–1996 (pouze pro Japonský trh)

## Colt CJO

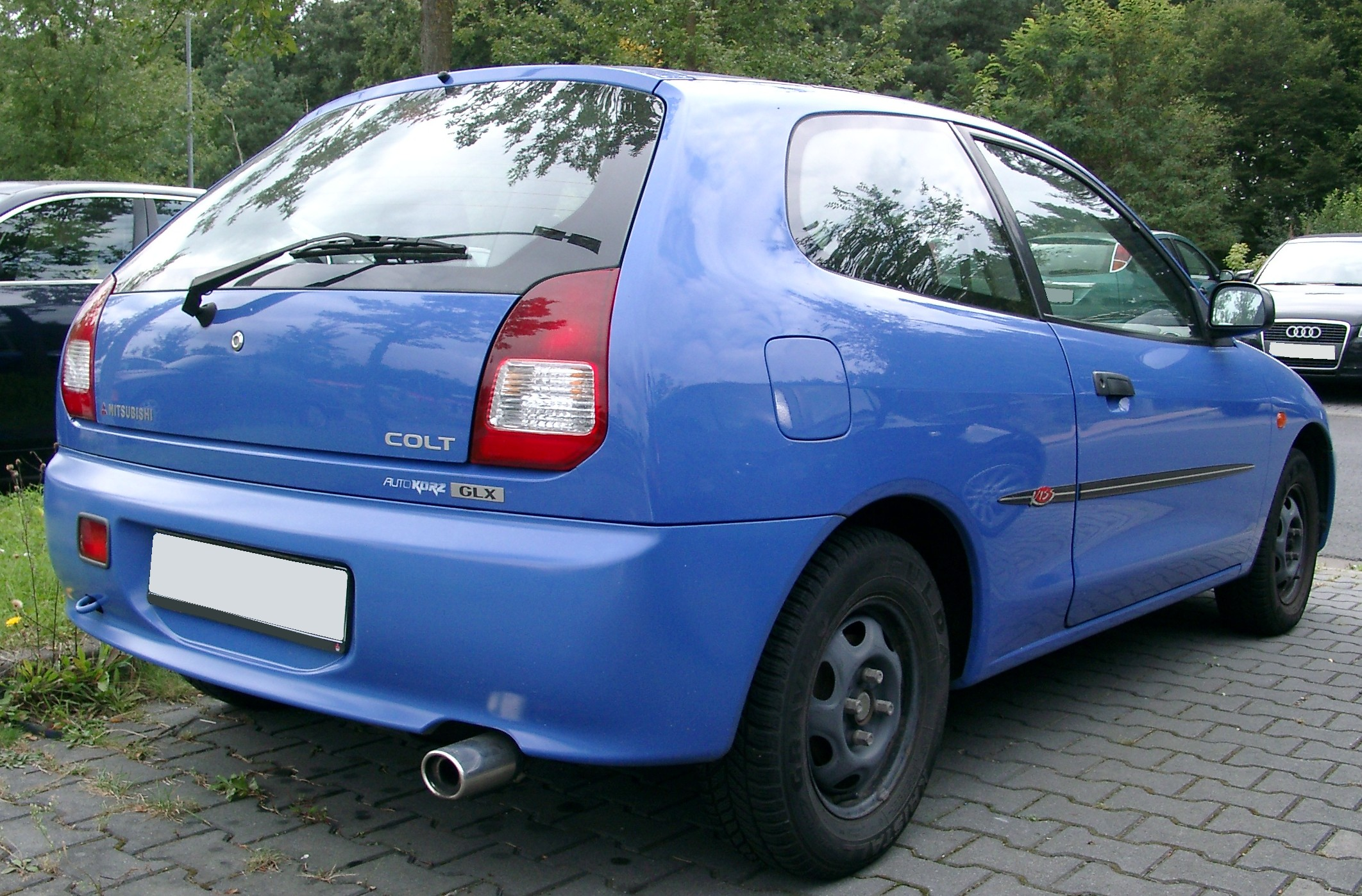
Colt CJO

Colt 8. generace se vyráběl v letech 1996 - 2003.

Motory:
- 1.3 12V 4G13, 1299 cm³, 55 kW/75 PS, 1996–2001
- 1.3 16V 4G13, 1299 cm³, 60 kW/82 PS, 2000–2003
- 1.6 16V 4G92, 1597 cm³, 66 kW/90 PS, 1996–2000
- 1.6 16V 4G92, 1597 cm³, 76 kW/103 PS, 2000–2003

Spotřeba u 1,3 l, 55 kW/75 ps, 6,5 l/100 km

## Colt Z30

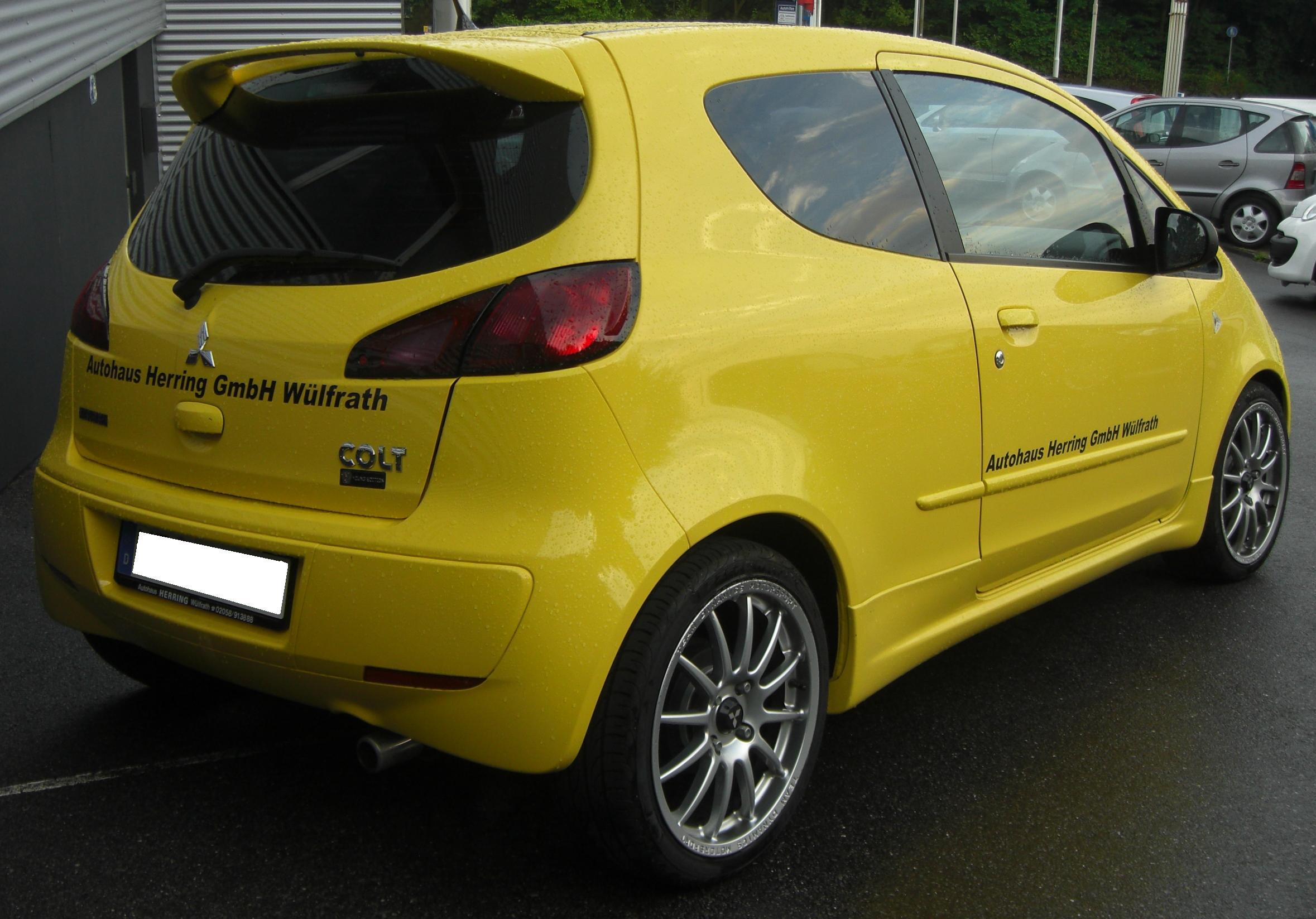
Colt Z30

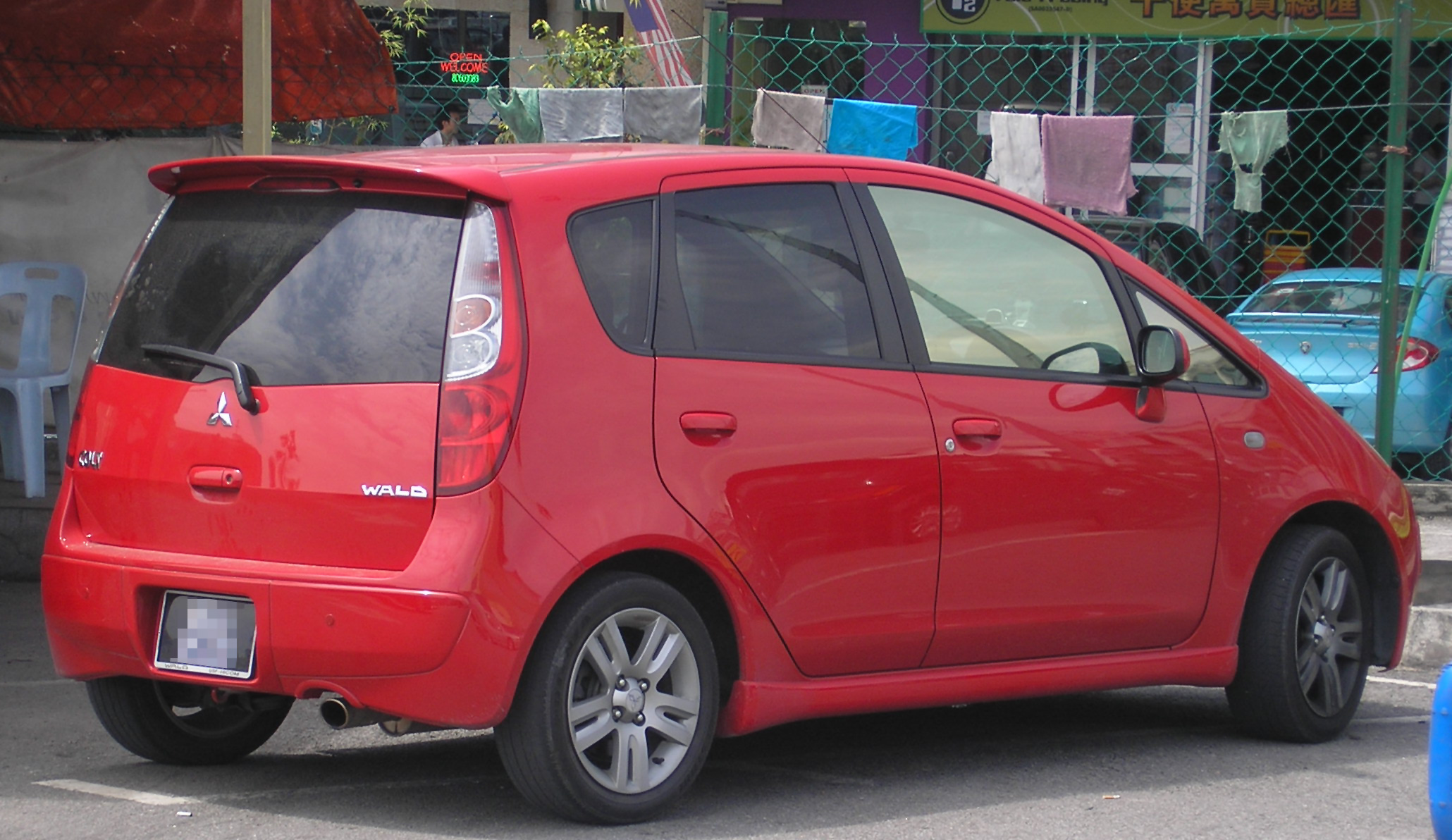
Colt CZ5

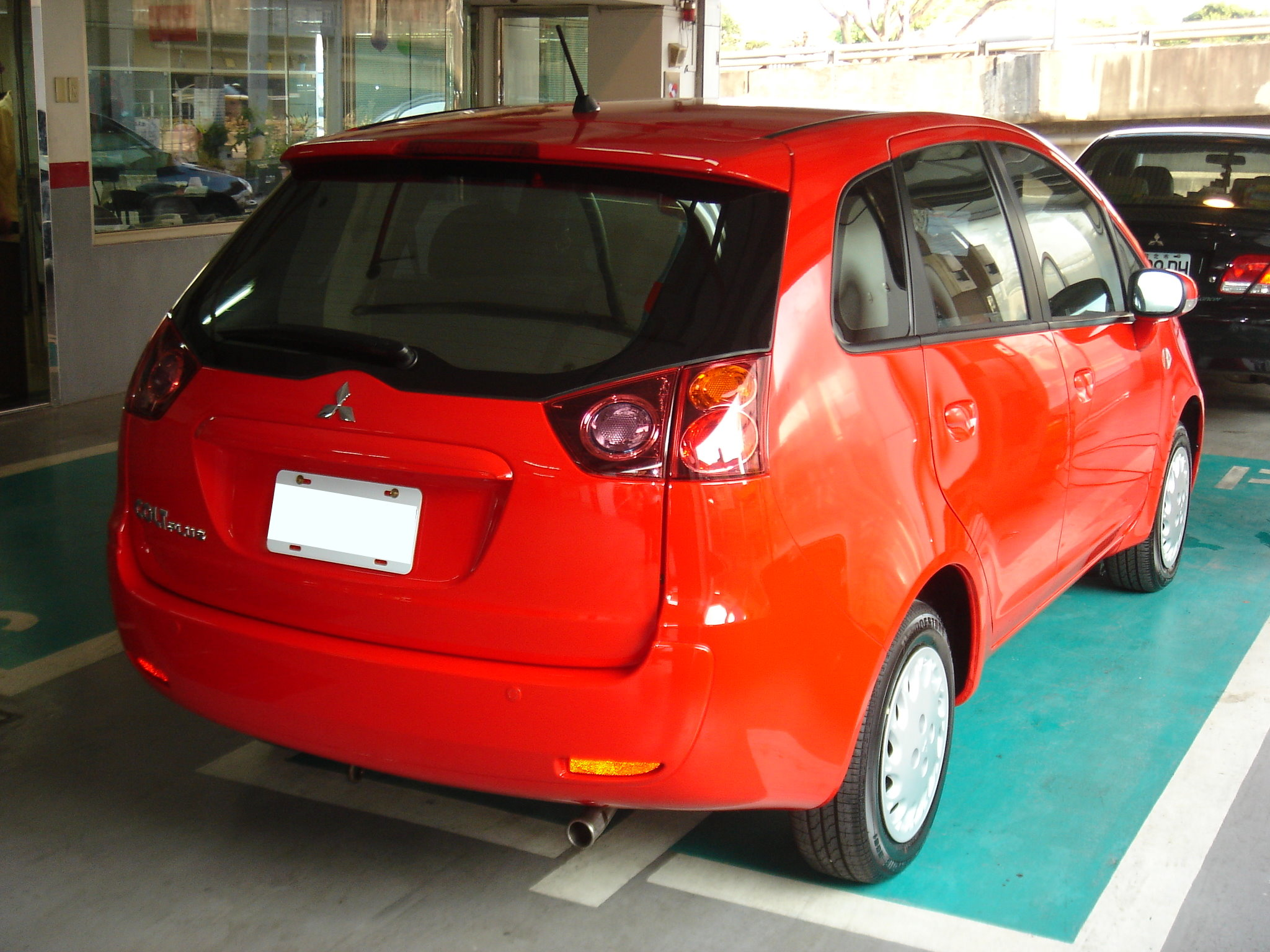
U nás neprodávaný Colt PLUS

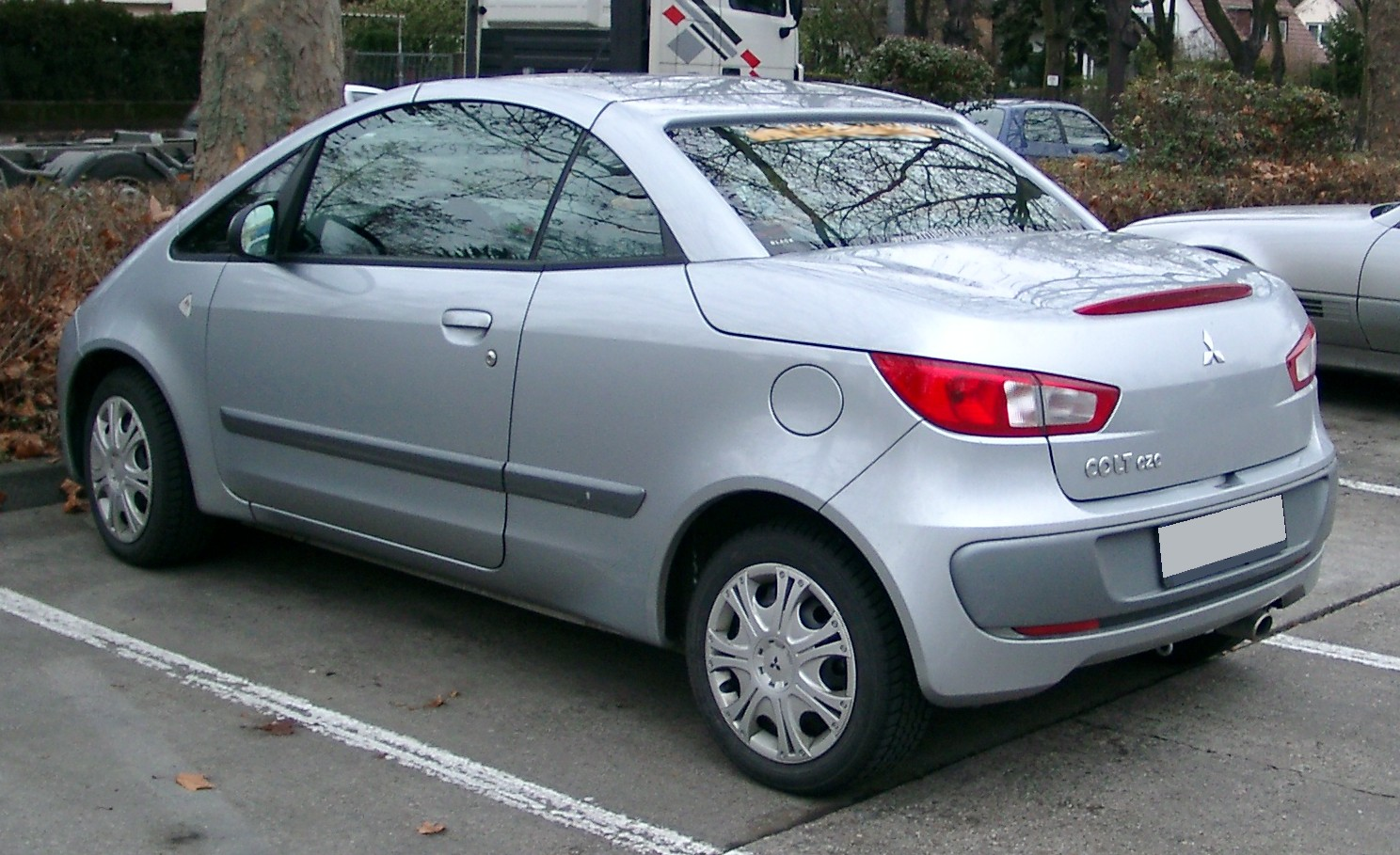
Colt CZC

Devátý Colt je postaven na stejné podvozkové části jako jeho sesterské auto, již nevyráběný Smart Forfour. Od tohoto modelu se očekávalo, že vyvede Mitsubishi Motors ze závažných problémů, které automobilku v poslední době postihly. Zavedení nového Coltu, šesté, nebo deváté generace, podle toho, jak se to vezme, bylo hlavně kvůli novému inovativnímu vedení Mitsubishi Motors v roce 2004, které teď již úspěšně vyvádí firmu z problémů a dluhů. Variant se poprvé objevilo více, než 3dveřový a 5dveřový hatchback. Nově přibyl i Colt Plus prodávaný pouze v Japonsku, Colt CZC, tedy coupé-cabrio a Colt CZT (T jako Turbo).
Nový Colt, který se objevil také poprvé s výkonnějším Common-Rail-Dieselem
(tříválec od koncernu DaimlerChrysler), dostal v listopadu stejného roku od Bild am Sonntag cenu Zlatý volant. Po modelu z roku 1988 byl tento Colt druhý, který tuto cenu dostal. Hlavní prioritou je prostornost pro danou třídu vozidel téměř jedinečná. Cestující si mohou užívat prostoru, který je většinou výsadou vozidel o velikost či dvě větších, a přesto si tento vůz zachovává tak kompaktní vnější rozměry, že jej lze snadno využívat v městském prostředí jako všechna ostatní vozidla této třídy. Mitsubishi Colt využívá bezpečnostní konstrukci skeletu kompaktní karoserie Mitsubishi RISE (Reinforced Impact Safety Evolution), která poskytuje posádce zvýšenou ochranu při kolizích z jakéhokoliv směru, dokonce i při srážkách s vozidlem jiné výšky nebo hmotnosti. Zároveň pomáhá chránit palivový systém před poškozením při nárazu zezadu. Tento Colt byl také ohodnocen ve statistikách ADAC 2008 jako nejspolehlivější vůz kategorie „Malé vozy“.

### model CZT
Jedná se o sportovně laděný hatchback. Výkonově vůz předčí řadu konkurentů. Nevýhodou je vyšší spotřeba. Vozidlo má řadu sportovních doplňků jako jsou anatomicky tvarovaná sedadla. Interiér je dobře dílensky zpracován. Úplně solidní nejsou ani jízdní vlastnosti. Vůz se v zatáčkách více naklání a utlumení nerovností není dobré.

#### Technické parametry
- motor – 1468 cm³
- výkon – 110 kW
- maximální rychlost – 210 km/h
- zrychlení 0-100 km/h – 7.6 sec.
- spotřeba – 6,8 l/100 km
- dojezd – 690 km
- délka/šířka/výška/rozvor – 3810/1695/1520/2500 mm

## Colt Z3B

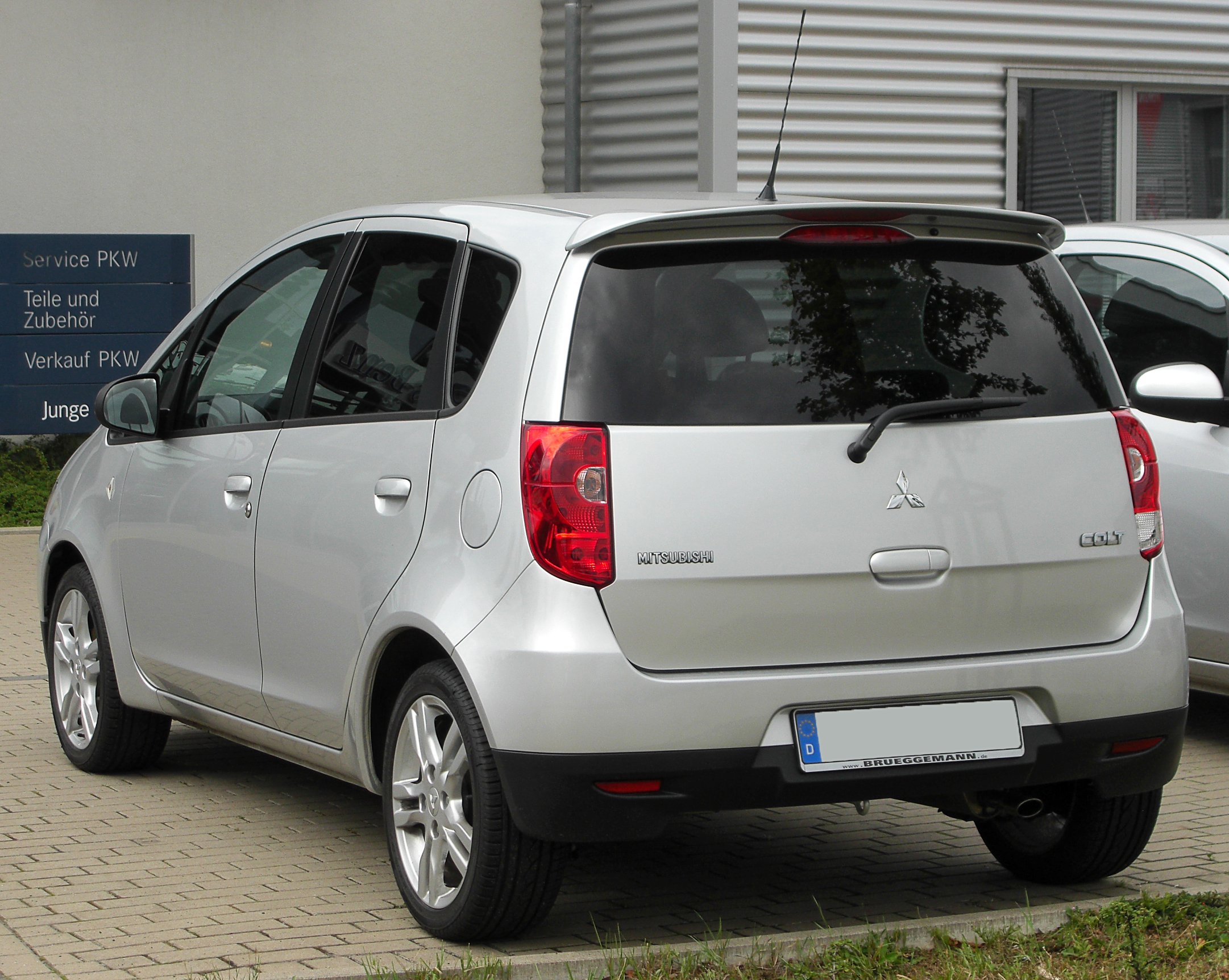
Nový Colt

Na Mondial de l'Automobile v říjnu 2008 v Paříži se představila přepracovaná verze Mitsubishi Coltu, která na trh přišla 15. listopadu 2008. Změny na dvou, popřípadě pětidveřovém vozidle se dotkly především vzhledu, konkrétně přídě; podle Mitsubishi zůstalo na automobilu pouze 35 % ponechaných částí karosérie ze stávajícího modelu.
Přední část vozu se nese v duchu nového Lancera a vlastní z něj užší a hranaté světlomety a lichoběžníková maska chladiče. Colt tedy navazuje na taktiku výrobce sjednotit všechny modely Mitsubishi pod jednu výraznou masku. Kryty A, B a C sloupů jsou místo v barvě vozu v černi, aby opticky nezvětšovaly auto. Na zádi byla snížena vysoká světla a u třídveřové verze byla jen ztmavena původní světla.